# 厚木市立清水小学校
厚木市立清水小学校（あつぎしりつ しみずしょうがっこう）は、神奈川県厚木市妻田西にある公立小学校。

## 沿革
1870年に有志が静学館を立ち上げる。
2010年にISSを認証。
2023年度に150周年を迎えた。